# H-minor
H-minor är den svenska rockgruppen The Maharajas andra album, utgivet 2003 på LP av Teen Sound Records (Italien). Inspelningen gjordes i Aleppo Studios av Mikael Nordström och mixades av Mikael Nordström & The Maharajas.

## Låtlista
Sida A
1. ”Hang Out” (Lindberg) – 2:50
2. ”You Said Goodbye” (Lindberg) – 2:42
3. ”What We Had” (Lindberg) – 1:52
4. ”Time For Love” (Lindberg) – 2:56
5. ”Anything Right” (Lindberg) – 2:42
6. ”One More Chance” (Lindberg) – 2:13

Sida B
1. ”It Won't Last Forever” (Lindberg) – 2:07
2. ”The Summer Nights (Will come)” (Lindberg) – 1:45
3. ”All Alone” (Guttormsson/Lindberg) – 2:25
4. ”What More Can I Do?” (Lindberg) – 2:33
5. ”Goodbye Sunshine” (Lindberg) – 2:55
6. ”Broken Heart” (Lindberg) – 3:43
7. ”I Need Love” (Lindberg) – 2:27

## Medverkande
- Jens Lindberg – gitarr, sång, orgel
- Ulf Guttormsson – basgitarr, sång
- Mathias Lilja – gitarr, sång, orgel
- Anders Öberg – trummor